# 德克 (印地安納州)
德克（英語：Decker）是一個位於美國印地安納州諾克斯縣的城鎮。

## 人口
根據2010年美國人口普查的數據，德克的面積為0.47平方千米，當中陸地面積為0.47平方千米，而水域面積為0.00平方千米。當地共有人口249人，而人口密度為每平方千米530人。